# Elzaqum
Elzaqum (tiếng Ả Rập: الزقوم) là một ngôi làng Syria nằm ở Al-Ziyarah Nahiyah ở huyện Al-Suqaylabiyah, Hama. Theo Cục Thống kê Trung ương Syria (CBS), Elzaqum có dân số 913 người trong cuộc điều tra dân số năm 2004.